# توتنهام (دائرة انتخابية في المملكة المتحدة)
توتنهام (بالإنجليزية: Tottenham)‏ هي إحدى الدوائر الانتخابية في المملكة المتحدة الممثلة في مجلس العموم في برلمان المملكة المتحدة.
عضو البرلمان الذي يمثلها حالياً هو :Mr David Lammy (Lab).